# Jalor
Jalor (Hindi: जालौर, Jālaur; anglisierend Jalore oder Jalaur) ist eine ca. 60.000 Einwohner zählende  Stadt im indischen Bundesstaat Rajasthan. Sie ist Hauptstadt des gleichnamigen Distrikts.

## Lage
Jalor liegt am nur während der Monsunzeit oder nach langanhaltenden Regenfällen wasserführenden Fluss Jawai zu Füßen des maximal ca. 600 m hohen Swarnagiri-Berges, einem Ausläufer des Aravalligebirges, in einer Höhe von ca. 170 m ü. d. M. Das Klima ist warm bis heiß; Regen fällt eigentlich nur in den sommerlichen Monsunmonaten Juni bis September.

## Bevölkerung
Offizielle Bevölkerungsstatistiken werden erst seit 1991 geführt und veröffentlicht.
| Jahr      | 1991   | 2001   | 2011   |
| Einwohner | 33.650 | 44.830 | 54.081 |

Gut 86 % der Einwohner sind Hindus, gut 10,5 % sind Moslems und gut 2,5 % sind Jains; Angehörige anderer Religionen wie Sikhs, Buddhisten und Christen spielen kaum eine Rolle. Wie im Norden Indiens üblich, ist der männliche Bevölkerungsanteil um etwa 10 % höher als der weibliche.

## Wirtschaft
Die Menschen im Umland leben zumeist als Selbstversorger von ein wenig Landwirtschaft und Viehzucht; außerdem gibt es zahlreiche Granit-Steinbrüche und -Schleifereien. In der Stadt selbst haben sich Handwerker, Händler und Dienstleister aller Art angesiedelt.

## Geschichte
In alten Zeiten war Jalor als Jabalipura bekannt. Im Jahr 1311 wurde es von den Truppen Ala ud-Din Khiljis angegriffen und geplündert. Im 14. Jahrhundert regierte hier die paschtunischeJhalori-Dynastie. Später gehörte die Stadt zum Fürstenstaat Marwar, dessen Geschichte es bis zur Unabhängigkeit Indiens (1947) teilte.

## Sehenswürdigkeiten

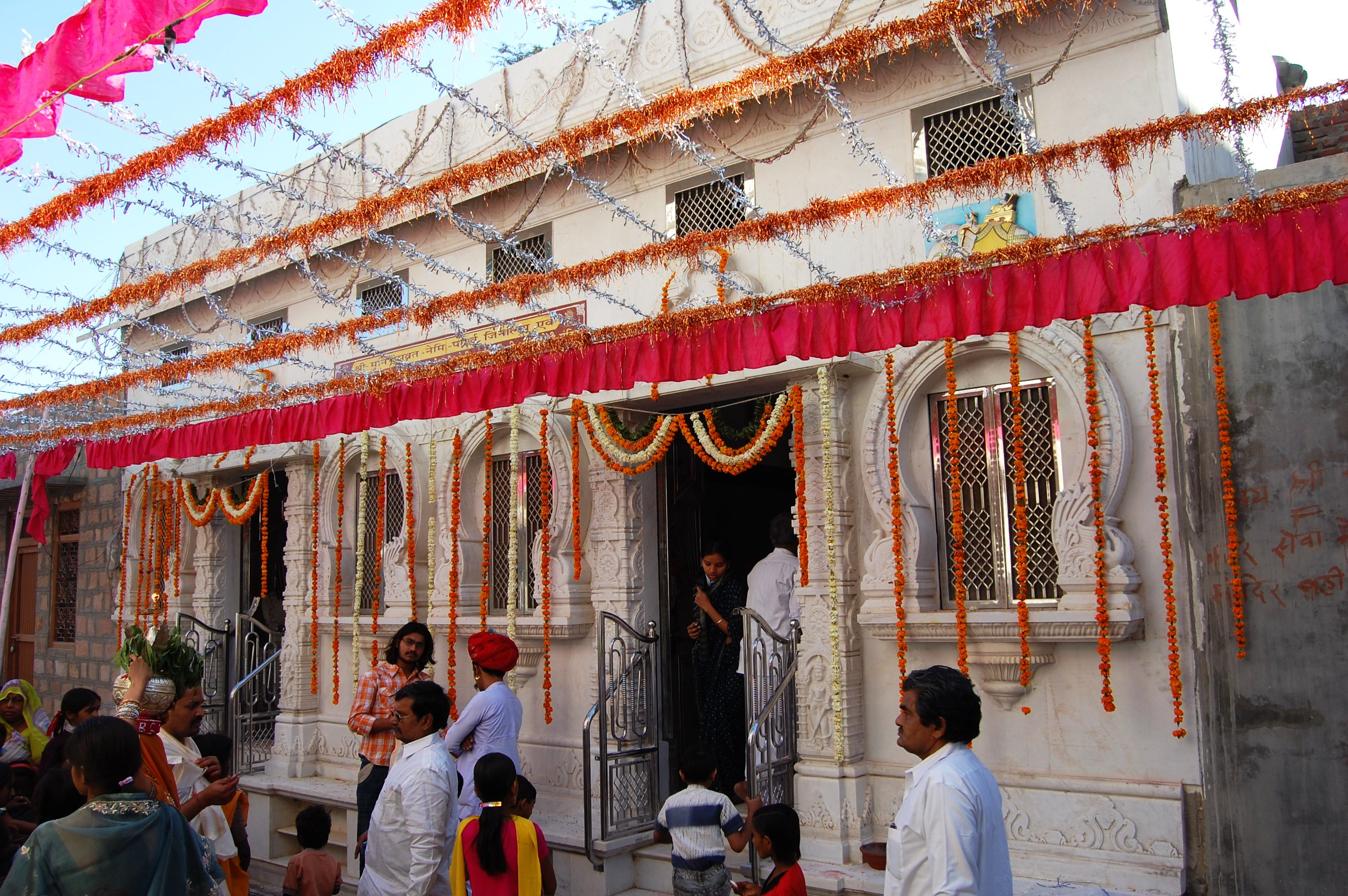
Jain-Tempel in Santhu

- Hauptattraktion Jalors ist die auf einem nahegelegenen Hügel erbaute mittelalterliche und frühneuzeitliche Festung (fort) mit vier mächtigen Toren (Suraj Pol, Dhruv Pol, Chand Pol und Sire Pol). Im Fortbereich befinden sich mehrere Jain-Tempel, ein hinduistischer Shiva-Tempel und eine im 16. Jahrhundert erbaute Moschee.
- In der Stadt selbst stehen ebenfalls mehrere Jain- und Hindu-Tempel.
- Das Topekhana genannte  Gebäude beherbergte ehemals eine Eisenschmelze mit angeschlossener Kanonengießerei.

Umgebung
- Ca. 20 km südlich liegt das Dorf Santhu mit einem vielbesuchten Jain-Heiligtum.